# Autophila satanas
Autophila satanas là một loài bướm đêm trong họ Erebidae.